# Kasa Storbådan
Kasa Storbodan (Kasabådan) eller Isopoda (Storbådan) är en ö i Finland. Den ligger i Bottenhavet och i kommunen Sastmola i den ekonomiska regionen  Björneborgs ekonomiska region i landskapet Satakunta, i den västra delen av landet. Ön ligger omkring 56 kilometer nordväst om Björneborg och omkring 280 kilometer nordväst om Helsingfors.
Öns area är 0,8 hektar och dess största längd är 140 meter i sydöst-nordvästlig riktning.